# Eric Lively
Eric Lawrence Lively (* 31. Juli 1981 in Atlanta in Georgia) ist ein US-amerikanischer Schauspieler.

## Leben
Eric Lively wurde als Sohn der Talentagentin Elaine Lively in eine im Showgeschäft arbeitende Familie geboren. Sein Vater Ernie Lively war ebenfalls Schauspieler. Er hat vier Geschwister, darunter die Schauspielerinnen Robyn und Blake Lively sowie den Schauspieler Jason Lively.
Eric Lively hatte seine erste Begegnung mit dem Filmgeschäft im Säuglingsalter, als er in Natalie Woods letztem Film Projekt Brainstorm zu sehen war. Einen weiteren Gastauftritt hatte er im Alter von dreizehn Jahren in der Serie Full House. Nach Beendigung der High School studierte er in New York City Fotografie.
Ende der 1990er Jahre zog Lively nach Los Angeles und erhielt 1999 seine erste größere Rolle in der Teenager-Komödie American Pie – Wie ein heißer Apfelkuchen. Seither war er in mehreren Fernsehserien wie The L Word und unter anderem in den Filmen Butterfly Effect 2 und Sex and Breakfast zu sehen. 2006 übernahm er eine Rolle in dem Horrorfilm The Breed.

## Filmografie (Auswahl)
- 1983: Projekt Brainstorm (Brainstorm)
- 1994: Full House (Fernsehserie, Folge 7x14 Feinde werden Freunde)
- 1994: Armed and Innocent – Ein Junge gegen die Killer (Armed and Innocent, Fernsehfilm)
- 1999: American Pie – Wie ein heißer Apfelkuchen (American Pie)
- 1999–2001: Fionas Website (So Weird, Fernsehserie, 43 Folgen)
- 2001: Gerechtigkeit um jeden Preis (A Mother's Fight for Justice, Fernsehfilm)
- 2001: Uprising – Der Aufstand (Uprising, Fernsehfilm)
- 2003–2004: A Minute with Stan Hooper (Fernsehserie, 13 Folgen)
- 2004: Speak – Die Wahrheit ändert alles (Speak)
- 2005: The L Word – Wenn Frauen Frauen lieben (The L Word, Fernsehserie, 10 Folgen)
- 2005: Sex and Breakfast
- 2006: Modern Men (Fernsehserie, 7 Folgen)
- 2006: The Breed
- 2006: Butterfly Effect 2 (The Butterfly Effect 2)
- 2007: Live!
- 2007: The Nine – Die Geiseln (The Nine, Fernsehserie, Folge 1x11)
- 2008: 24: Redemption (Fernsehfilm)
- 2008: Im Rausch der Höhe (Deep Winter)
- 2009: 24 (Fernsehserie, Folge 7x24 Tag 7: 7:00 Uhr – 8:00 Uhr)
- 2010: Covert Affairs (Fernsehserie, Folge 1x01 Annie Walker, CIA)
- 2012: The Client List (Fernsehserie, Folge 1x08)
- 2013: A Madea Christmas
- 2014: BFFs